# 固安东站
固安东站，位于河北省廊坊市固安县柳泉镇，距固安县城约12公里。有京雄城际铁路与规划廊涿城际铁路、津兴城际铁路经过。车站于2018年开工，2020年12月27日随京雄城际铁路一起投入使用。现由中国铁路北京局集团北京车务段管辖。

## 站线设置
固安东站规模为4台12线（含6条正线），其中京雄城际铁路2台6线、廊涿城际铁路2台6线，设有4座岛式站台，津兴城际铁路与站内到发线贯通，并规划预留有高铁物流基地与货物装卸线。
| 正线     | 廊涿城际铁路下行列车通过线              |
| 8站台    | 廊涿城际铁路 往涿州西方向（固安南站）   |
| 岛式站台 |                                         |
| 7站台    | 廊涿城际铁路 往涿州西方向（固安南站）   |
| 6站台    | 京雄城际铁路 往雄安方向（霸州北站）     |
| 岛式站台 |                                         |
| 5站台    | 京雄城际铁路 往雄安方向（霸州北站）     |
| 正线     | 京雄城际铁路下行列车通过线              |
| 正线     | 京雄城际铁路上行列车通过线              |
| 4站台    | 京雄城际铁路 往北京西方向（大兴机场站） |
| 岛式站台 |                                         |
| 3站台    | 京雄城际铁路 往北京西方向（大兴机场站） |
| 2站台    | 廊涿城际铁路 往廊坊北方向（大兴机场站） |
| 岛式站台 |                                         |
| 1站台    | 廊涿城际铁路 往廊坊北方向（大兴机场站） |
| 正线     | 廊涿城际铁路上行列车通过线              |